# Rouwtortel
De rouwtortel (Streptopelia lugens) is een vogel uit de familie van de duiven (Columbidae).

## Verspreiding en leefgebied
Deze soort komt voor van Zuid-Soedan en Ethiopië tot Malawi, Saoedi-Arabië en Jemen.